# L'Hôpital-sous-Rochefort
L'Hôpital-sous-Rochefort é uma comuna francesa na região administrativa de Auvérnia-Ródano-Alpes, no departamento de Loire. Estende-se por uma área de 1,15 km². Em 2010 a comuna tinha 110 habitantes (densidade: 95,7 hab./km²).